# پایگاه آب‌نشین انگون
پایگاه آب‌نشین انگون (به انگلیسی: Angoon Seaplane Base) یک فرودگاه همگانی بهره‌برداری هوایی با کد یاتا AGN است که یک باند فرود آب دارد و طول باند آن ۳۰۴۸ متر است. این فرودگاه در شهر آنگون، آلاسکا کشور ایالات متحده آمریکا قرار دارد و در ارتفاع ۰ متری از سطح دریا واقع شده‌است.

## شرکت‌های هواپیمایی و مقصدهای پروازی
The following شرکت هواپیمایی offers scheduled passenger service:
| شرکت‌های هواپیمایی       | مقصدهای پروازی |
| ----------------------- | -------------- |
| Alaska Seaplane Service | جونو           |